# Ånge
Ånge ist ein Ort (tätort) in der schwedischen Provinz Västernorrlands län beziehungsweise der historischen Provinz Medelpad. Der Ort liegt etwa 100 Kilometer westlich von Sundsvall und ist Hauptort der gleichnamigen Gemeinde.
Ånge war ein kleiner Ort in der Gemeinde Borgsjö (Sitz: Borgsjöbyn). Mit der Entwicklung der Eisenbahn wurde Ånge ein Knoten an den Bahnstrecken Sundsvall–Storlien (–Trondheim), der Norra stambanan und der Stambanan genom övre Norrland. Die Eisenbahn wurde zum größten Arbeitgeber – dies ist sie neben der Gemeinde selbst auch heute noch. Der Ort wurde 1946 aus der ursprünglichen Gemeinde Borgsjö ausgegliedert und diese in späteren Jahren mit Wirkung zum 1. Januar 1971 in die Stadt Ånge eingegliedert.
Ein weiterer wichtiger Arbeitgeber war Postverket, die schwedische Post. Im Oktober 1967 wurde ein Verteilzentrum für Nordschweden eingeweiht. Anfang 2012 wurde das Postterminal von der nun privatwirtschaftlich organisierten Postnord AB wieder geschlossen.
In der Gemeinde Ånge befindet sich auch der geografische Mittelpunkt Schwedens.

## Persönlichkeiten
- Arja Hannus (* 1960), Orientierungs- und Ski-Orientierungsläuferin
- Mia Löfgren (* 1976), Popsängerin
- Samuel Påhlsson (* 1977), Eishockeyspieler
- Olie Sundström (* 1968), Eishockeytorwart
- Håkan Winberg (1931–2022), Jurist und Politiker